# 佩德羅·內圖
佩德羅·隆巴·內圖（葡萄牙語：Pedro Lomba Neto，發音：[ˈpeðɾu ˈnɛtu]；2000年3月9日—），葡萄牙足球運動員，現效力英超球會切尔西，葡萄牙國家足球隊成員，司職邊鋒。

## 俱樂部生涯
內圖在13歲進入布拉加青訓。在他17歲那年，他就上演了職業生涯首秀並且攻入一球，成為了布拉加歷史上進球最年輕的球員。
內圖從2019年夏天加盟狼隊後，成為了球隊關鍵的一員。
2019年8月，歐聯杯預選賽對陣亞美尼亞球隊埃里溫鳳凰的比賽中，內圖在自己的狼隊處子秀中就打入一球。在英超與南安普頓、西漢姆聯的比賽中，奈托都收穫進球幫助狼隊獲勝。歐聯杯1/8決賽首回合，奈托在客場打進了一粒精彩遠射成為了狼隊晉級的關鍵。整個19/20賽季，奈托共出場44次，成為19/20賽季狼隊最佳年輕球員。
2024年夏天轉投切爾西，並取代隊中的史達寧穿上7號球衣。

## 國家隊生涯
2020年11月11日，在葡萄牙與安道爾的友誼賽中，內圖首發出場，上演了葡萄牙國家隊首秀，同時他也成為了第一位代表葡萄牙出場的00後球員。比賽第8分鐘，內圖禁區內接隊友頭球擺渡左腳抽射破門，攻入了自己國家隊處子球，葡萄牙也最終7-0大勝對手。
葡萄牙客場3-1戰勝盧森堡的2022年世界杯預選賽，內圖送出兩次助攻，這是奈托在葡萄牙國家隊首次送出助攻。

## 個人生活
內圖的舅舅塞爾吉奧·隆巴也是一名足球運動員，曾執教維安嫩斯青年隊。

## 榮譽

### 俱乐部
拉齊奧
- 義大利盃冠軍：2018–19賽季

 切尔西
- 欧洲协会联赛冠軍：2024–25年
- 俱乐部世界盃冠軍 ：2025

### 國家隊
葡萄牙
- 歐洲足協國家聯賽冠軍：2024-25賽季

### 個人
- 狼隊年度最佳球員：2020–21賽季

## 生涯統計

### 國家隊進球
最後更新：2020年11月11日
| #  | 日期       | 比賽場地                 | 對手   | 比分 | 賽果 | 賽事   |
| -- | ---------- | ------------------------ | ------ | ---- | ---- | ------ |
| 1. | 2020.11.11 | 葡萄牙, 里斯本, 光明球場 | 安道尔 | 1-0  | 7-0  | 友誼賽 |

## 外部連結
- Soccerway資料庫：佩德羅·內圖
- 佩德羅·內圖於ForaDeJogo的個人資料
- Portuguese League profile （页面存档备份，存于）
- 足球数据库：佩德羅·內圖的球员统计数据
- National team data （页面存档备份，存于）
- 佩德羅·內圖在 National-Football-Teams.com 上的出场纪录